# Andarzbad
Andarzbad (du moyen persan : Andarz, « avis, conseil ») était une charge administrative sassanide désignant un« conseiller en chef » ou « chef de cabinet ».   Les andarzbads pouvaient être soit exclusivement dédiés à des villes de l'empire sassanide comme Ardashir-Khwarrah (l'ancienne Gōr), ou alors être affectés à une province entière, comme le Sakastan.  
L'andarzbad de la cour principale, appelé darandarzbad, servait directement le Shahanshah (« roi des rois ») et était l'un des plus hauts dignitaires de la cour sassanide . 
Cependant, certains andarzbads avaient des affectations différentes. Ainsi, l'andarzbadī aswāragān instruisait les chevaliers sassanides ; de même, selon Anahit Perikhanian, l'andarzbadī wāspuhragān, était chargé du pouvoir exécutif dans le domaine du roi .
L'« andarzbad des banbishn (reines) » (moyen persan : bʾnykn hndrcpt ; parthe : MLKTEn hndrzpty ) remonte, lui, au règne de Shapur I ( r. 240-170) et est attesté dans son inscription à la Ka'ba-ye Zartosht . 
Le mōgān-andarzbad (« conseiller des mages ») était un dignitaire qui agissait comme consultant juridique et détenait le statut de « l'un des plus hauts dignitaires de la classe sacerdotale » . 
Le terme Andarzgar (« conseiller », « enseignant »), un titre sassanide moins familier a probablement -compte-tenu de sa racine et de son sens- été calqué sur le mot andarz, mais cela n'as pas formellement démontré.

## Sources
(jui 2025).
- Asmussen, J. P. (1985). "ANDARZGAR". In Yarshater, Ehsan (ed.). Encyclopædia Iranica, Volume II/1: Anāmaka–Anthropology. London and New York: Routledge & Kegan Paul. p. 23.  (ISBN 978-0-71009-101-7).
- Chaumont, M. L. (1985). "ANDARZBAD". In Yarshater, Ehsan (ed.). Encyclopædia Iranica, Volume II/1: Anāmaka–Anthropology. London and New York: Routledge & Kegan Paul. pp. 22–23.  (ISBN 978-0-71009-101-7).
- Zeini, Arash; Wiesehöfer, Josef (2018). "Andarzbad". In Nicholson, Oliver (ed.). The Oxford Dictionary of Late Antiquity. Oxford: Oxford University Press.  (ISBN 978-0-19-866277-8).